# Инспектор (филм)
Инспектор је југословенски филм из 1965. године. Режирао га је Мило Ђукановић, а сценарио је писао Властимир Радовановић.

## Радња
Употребивши грешком туђу легитимацију коју је нашао у берберници, Бода је проглашен инспектором и упада у разне заплете, открива велике махинације у једном предузећу и помаже у хватању кривца, што и њему самом, на крају, када се сазна да није прави инспектор, помаже да се спасе затвора.

## Улоге
| Глумац                    | Улога                   |
| ------------------------- | ----------------------- |
| Слободан Перовић          | Слободан Јовановић      |
| Снежана Никшић            | секретарица Беба        |
| Љубиша Самарџић           | Боривоје Јовановић      |
| Павле Вуисић              | шеф рачуноводства       |
| Љуба Тадић                | председник општине      |
| Здравка Крстуловић        |                         |
| Ђорђе Јовановић           |                         |
| Владимир Поповић          |                         |
| Павле Минчић              |                         |
| Миодраг Андрић            | силеџија у возу         |
| Драгомир Бојанић Гидра    |                         |
| Богић Бошковић            | Келнер Миле             |
| Милутин Бутковић          |                         |
| Дејан Чавић               |                         |
| Томанија Ђуричко          |                         |
| Љубица Голубовић          |                         |
| Иван Јонаш                |                         |
| Тома Курузовић            |                         |
| Невенка Микулић           | Слободанова мајка       |
| Бранислав Цига Миленковић |                         |
| Предраг Милинковић        |                         |
| Мило Мирановић            | силеџија у возу         |
| Мића Орловић              |                         |
| Михајло Бата Паскаљевић   |                         |
| Радомир Поповић           |                         |
| Александар Стојковић      |                         |
| Растко Тадић              | Коцкар (као Рале Тадић) |
| Миливоје Томић            |                         |
| Душан Вујисић             |                         |
| Јелена Жигон              |                         |
| Момчило Животић           | Милиционер у возу       |